# George Paynter
Sir George Camborne Beauclerk Paynter (Londra, 2 agosto 1880 – Grantham, 15 agosto 1950) è stato un generale inglese.

## Biografia
Era il figlio del maggiore George Paynter, e di sua moglie, Frances Mary Janetta Beauclerk.

## Carriera
Dopo aver terminato gli studi al Royal Military College di Sandhurst, entrò nel 4º battaglione del Lincolnshire Regiment il 23 marzo 1898. In seguito venne trasferito nelle Scots Guards e servì nella prima guerra mondiale. Il 25 agosto 1916 è diventato ufficiale comandante del 172ª Brigata di fanteria ed è stato promosso a brigadiere generale.
Rimase ferito il 4 ottobre 1918 ed è stato mandato a Highclere Castle, nel Berkshire, per recuperare. Durante la permanenza presso il castello, Paynter ebbe una relazione con una delle infermiere, che è stato successivamente licenziata da Almina Herbert, contessa di Carnarvon. Tornò alla sua brigata il 25 ottobre. Il 2 giugno 1919 è stato promosso al grado di tenente colonnello. È stato promosso a colonnello nel 1922.
Il 1 dicembre 1927 Paynter è stato nominato scudiero di Giorgio V. Il 3 agosto 1937 è diventato Groom in Waiting. Il 12 novembre 1943 venne promosso a brigadiere generale.

## Matrimonio
Sposò, il 5 febbraio 1921, Alberta Diana Hunloke (?-10 febbraio 1972), figlia del maggiore Sir Philip Hunloke. Ebbero tre figli:
- Janetta Alba Paynter (26 gennaio 1922), sposò Richard Boycott Magor, ebbero una figlia;
- Yvery Silvia Paynter (16 dicembre 1924), sposò Hamish Wallace, ebbero due figli;
- George Paynter (2 agosto 1933-14 aprile 1954).

## Morte
Morì il 15 agosto 1950, all'età di 70 anni.

## Ascendenza
|                                 |                                            |                                        | Genitori       |  |  | Nonni |  |  | Bisnonni |  |  | Trisnonni |  |
|                                 |                                            |                                        |                |  |  |       |  |  | …        |  |  | …         |  |
|                                 |                                            |                                        |                |  |  |       |  |  | …        |  |  | …         |  |
|                                 |                                            | …                                      |                |  |  |       |  |  | …        |  |  |           |  |
| William Paynter                 |                                            |                                        |                |  |  |       |  |  | …        |  |  |           |  |
|                                 |                                            | …                                      | …              |  |  |       |  |  |          |  |  |           |  |
|                                 |                                            | …                                      | …              |  |  |       |  |  |          |  |  |           |  |
|                                 |                                            | …                                      | …              |  |  |       |  |  |          |  |  |           |  |
| George Paynter                  |                                            | …                                      |                |  |  |       |  |  |          |  |  |           |  |
|                                 |                                            | …                                      | …              |  |  |       |  |  |          |  |  |           |  |
|                                 |                                            | …                                      | …              |  |  |       |  |  |          |  |  |           |  |
|                                 |                                            | …                                      | …              |  |  |       |  |  |          |  |  |           |  |
| Anne Beardmore                  |                                            | …                                      |                |  |  |       |  |  |          |  |  |           |  |
|                                 |                                            | …                                      | …              |  |  |       |  |  |          |  |  |           |  |
|                                 |                                            | …                                      | …              |  |  |       |  |  |          |  |  |           |  |
|                                 |                                            | …                                      | …              |  |  |       |  |  |          |  |  |           |  |
| George Paynter                  |                                            | …                                      |                |  |  |       |  |  |          |  |  |           |  |
|                                 | William Beauclerk, VIII duca di St. Albans | Aubrey Beauclerk, V duca di St. Albans |                |  |  |       |  |  |          |  |  |           |  |
|                                 | William Beauclerk, VIII duca di St. Albans | Aubrey Beauclerk, V duca di St. Albans |                |  |  |       |  |  |          |  |  |           |  |
|                                 | William Beauclerk, VIII duca di St. Albans | Catherine Ponsonby                     |                |  |  |       |  |  |          |  |  |           |  |
| Amelius Wentworth Beauclerk     | William Beauclerk, VIII duca di St. Albans |                                        |                |  |  |       |  |  |          |  |  |           |  |
|                                 |                                            | Maria Nelthorpe                        | John Nelthorpe |  |  |       |  |  |          |  |  |           |  |
|                                 |                                            | Maria Nelthorpe                        | John Nelthorpe |  |  |       |  |  |          |  |  |           |  |
|                                 |                                            | Maria Nelthorpe                        | Mary Cracroft  |  |  |       |  |  |          |  |  |           |  |
| Frances Maria Janetta Beauclerk |                                            | Maria Nelthorpe                        |                |  |  |       |  |  |          |  |  |           |  |
|                                 |                                            | Charles Harrison                       | …              |  |  |       |  |  |          |  |  |           |  |
|                                 |                                            | Charles Harrison                       | …              |  |  |       |  |  |          |  |  |           |  |
|                                 |                                            | Charles Harrison                       | …              |  |  |       |  |  |          |  |  |           |  |
| Frances Maria Harrison          |                                            | Charles Harrison                       |                |  |  |       |  |  |          |  |  |           |  |
|                                 |                                            | …                                      | …              |  |  |       |  |  |          |  |  |           |  |
|                                 |                                            | …                                      | …              |  |  |       |  |  |          |  |  |           |  |
|                                 |                                            | …                                      | …              |  |  |       |  |  |          |  |  |           |  |
|                                 |                                            | …                                      |                |  |  |       |  |  |          |  |  |           |  |